# 宗像恒憲
宗像 恒憲（むなかた つねのり、1952年 - ）は、日本の実業家。日本でトップのバーコード検証機販売会社のムナゾヲ株式会社の創業者であり、代表取締役社長である。また、一般社団法人日本自動認識システム協会（JAISA）シンボル専門委員会委員長を歴任。現在は、一般社団法人電子情報技術産業協会（JEITA）情報システム標準化委員会委員。 ISO/JTC1-SC31WG1の日本代表エキスパートとして国際会議にも参加。

## 経歴
1952年大阪府生まれ　同志社大学大学院経営学修士　事業構想大学院大学MPD事業構想学修士　著書「ニッポンを救う新産業文明論」（幻冬舎）　　
| スタブアイコン | サブスタブ | この項目は、まだ閲覧者の調べものの参照としては役立たない、人物に関連した書きかけの項目です。この項目を加筆・訂正などしてくださる協力者を求めています（P:人物伝/PJ:人物伝）。 |